# غور غربیه
غور غربیة یک منطقهٔ مسکونی در سوریه است که در حمص واقع شده‌است.

## خصوصیات
غور غربیة ۴٬۰۱۶ نفر جمعیت دارد.